# Família Catacalo
Catacalo (em grego: Κατακαλών; raramente em grego: Κατακαλός; romaniz.: Katakalós) foi uma família nobre bizantina dos séculos X-XII. O primeiro membro atestado é Leão Catacalo, que serviu como doméstico das escolas ca. 900. No século XI, devido ao casamento com outras famílias aristocráticas, os Catacalos frequentemente portaram sobrenomes duplos, enquanto um ramo da família aparentemente assumiu o nome Maurocatacalo ou Mavrocatacalo (em grego: Μαυροκατακαλών; romaniz.: Maurokatakalón/Mavrokatakalón; lit. "Catacalo Preto"). Muitos dos membros da família são conhecidos como oficiais militares, tais como Demétrio Catacalo, catepano de Parístrio, ou o autor militar e general Catacalo Cecaumeno.
A família tornou-se particularmente proeminente sob os imperadores Comnenos. Constantino Euforbeno Catacalo foi um dos generais mais importantes de Aleixo I Comneno (r. 1081–1118), e seu filho Nicéforo Catacalo casou-se com Maria, a filha do imperador. Os filhos deles igualmente ocuparam altas posições de autoridade. Nicolau Maurocatacalo e seus filhos Mariano e Gregório foram proeminentes comandantes militares no tempo de Aleixo I. Após o século XII, a descendência da família cai na obscuridade.